# Páramo de Guacheneque
El páramo de Guacheneque es una reserva forestal y macizo montañoso donde se inicia el nacimiento del río Bogotá, ubicado a 9,5 kilómetros del municipio de Villapinzón en el departamento de Cundinamarca en Colombia, tiene una altitud de 3300 m s. n. m.  y cubre una extensión de 10 000 hectáreas
Este páramo provee el 30 % del agua que consume la ciudad de Bogotá y se caracteriza por la presencia de plantas conocidas como frailejones, las cuales cumplen una importante función ecológica al absorber el agua de las neblinas y conservarla en el ecosistema.